# Región de Njombe
La región de Njombe (suajili: Mkoa wa Njombe) es una región de Tanzania ubicada en el suroeste del país, en la costa nororiental del lago Malaui. Su capital es la ciudad de Njombe.
La región fue creada en 2012 al separarse de la vecina región de Iringa. Cuenta con una extensión de 21.347 km². En 2012 tenía una población total de 702 097 habitantes,y en 2022 esa cifra ascendía a 889.946 personas. La densidad poblacional era, por lo tanto, de 41'7 habitantes por kilómetro cuadrado.

## Localización
Se ubica en el sur del país y tiene los siguientes límites:
| Noroeste: Región de Mbeya          | Norte: Región de Iringa | Noreste: Región de Morogoro |
| Oeste: Región de Mbeya             |                         | Este: Región de Ruvuma      |
| Suroeste: Región del Norte, Malaui | Sur: Región de Ruvuma   | Sureste: Región de Ruvuma   |

## Subdivisiones
Comprende 2 ciudades y 4 valiatos (población en 2012):
- Ludewa (133 218 habitantes)
- Ciudad de Makambako (93 827 habitantes)
- Makete (97 266 habitantes)
- Njombe (85 747 habitantes)
- Ciudad de Njombe (130 223 habitantes)
- Wanging'ombe (161 816 habitantes)